# Kommunalwahlen in Mosambik 2008
Die Kommunalwahlen in Mosambik 2008 wurden am 19. November 2008 in den 43 Städten („municipios“) Mosambiks durchgeführt. Gewählt wurden in getrennten Abstimmungsverfahren die Bürgermeister sowie die Mitglieder der Stadtversammlungen. Es waren die dritten Lokalwahlen seit der Unabhängigkeit Mosambiks. Die Wahlbeteiligung betrug 46 Prozent und war damit gut doppelt so hoch wie bei den vorangegangenen Kommunalwahlen 2003. Im Vergleich mit den vorangegangenen Wahlen durfte zudem in zehn zusätzlichen Orten gewählt werden. In den ländlichen Regionen fanden jedoch weiterhin keine lokalen Wahlen statt.
Die Wahlen endeten mit einem Triumph der Regierungspartei FRELIMO, die 42 von 43 Bürgermeisterposten errang, einem Desaster für die größte Oppositionspartei des Landes, RENAMO, und einem Triumph des unabhängigen Kandidaten in der Stadt Beira, Daviz Simango.

## Angetretene Parteien
Nur FRELIMO und RENAMO traten in sämtlichen Städten zur Wahl an. Partido para a Paz, Democracia e Desenvolvimento (PDD) stand als einzige der kleineren Parteien in der knapp der Hälfte (21) der Städte auf den Wahlzetteln, PIMO in 13 Städten. Die übrigen Gruppierungen beschränkten sich auf einen oder wenige Orte. Es traten außer den beiden großen Parteien in einem oder mehreren Orten an:
- AND – Aliança Nacional Democrática
- CEV – Coligação Ecologista Verdes
- GDB – Grupo para a Democracia da Beira
- GMM – Grupo para Mudança de Marromeu
- GRM – Grupo de Reflexão e Mudança
- JPC – Associação Juntos pela Cidade
- MONAMO/PMSD – Partido Moçambicano da Social Democracia
- NATURMA – Grupo de cidadãos Eleitores,
- Naturais e Residentes da Vila da Manhiça
- OCINA – Organização dos candidatos independentes de Nacala
- PDD – Partido para a Paz, Democracia e Desenvolvimento
- PIMO – Partido Independente de Moçambique
- PT – Partido Trabalhista
- UM – Partido de União para Mudança
- UNAMO – União Nacional Moçambicana

## Ergebnisse
In 33 von 43 Stadtversammlungen hat FRELIMO nun eine Zwei-Drittel-Mehrheit der Sitze, während RENAMO in neun Städten keinen und in acht Orten nur einen Sitz erringen konnte. Dieses Ergebnis ist auch darauf zurückzuführen, dass die Parteiführung der sehr zentralistischen RENAMO-Führung die örtlichen Wahlkämpfe nicht unterstützte.
Auch die beiden Kleinparteien mit einer gewissen nationalen Präsenz, PDD und PIMO, mussten herbe Niederlagen einstecken und sind nun jeweils nur noch mit einem Sitz in der Stadt Beira vertreten, statt wie bei der vorangegangenen Wahl mit einem Sitz in zwei (PDD) bzw. drei (PIMO) Stadtversammlungen. Beide erhielten in der Mehrheit der Orte, in denen sie antraten, nur um ein Prozent der abgegebenen Stimmen. Die nur in Milange und Matola (0,3 %) angetretene Partei UNAMO errang 12,4 % der Stimmen und damit einen Sitz in der Stadtversammlung, ihr Bürgermeisterkandidat sogar 23,4 % der Stimmen. Damit verwies UNAMO in Melange RENAMO auf den dritten Platz. Die Partei JPC ist die einzige Kleinpartei, die in allen drei bisherigen Kommunalwahlen in einer Stadt Sitze errungen hat, nämlich in der Hauptstadt Maputo. Aber auch JPC fiel von 15 Sitzen 1999 über fünf Sitze 2003 nun auf zwei Sitze ab.
Besonders bitter war für RENAMO das Wahlergebnis in der drittgrößten Stadt des Landes, in Beira. Hier fiel RENAMO von über 50 % aller Stimmen auf bedeutungslose 2,7 % für den Bürgermeisterkandidaten RENAMOs und 37 % für die Wahl zur Stadtversammlung. Hintergrund war die Entscheidung des RENAMO-Chefs Afonso Dhlakama den Bürgermeister Beiras, Daviz Simango, nicht wieder als Kandidat RENAMOs aufzustellen. Offenkundig fürchtete er die innerparteiliche Konkurrenz durch den beliebten Bürgermeister. Simangos Anhänger schafften es innerhalb kürzester Zeit, die rechtlichen Voraussetzungen für eine Kandidatur Simangos gegen RENAMO zu organisieren. Daviz Simango wurde mit 76,1 % aller Stimmen – also noch einmal deutlich mehr als 2003 – zum Bürgermeister gewählt, obwohl auch FRELIMO einen Schwerpunktwahlkampf in Beira unternommen hat, um diese wichtige Stadt zurückzugewinnen. Damit ist Beira die einzige Stadt Mosambiks, die nicht von einem FRELIMO-Bürgermeister regiert wird. Überregionale Bedeutung erlangte dieses Ereignis, da Simango mit der Partei Movimento Democrático de Moçambique wenige Monate nach der Kommunalwahl eine landesweite Partei gründete, die sich zur ernsthaften Konkurrenz für RENAMO entwickelt hat.

## Demokratische Standards
Nicht nur die nahezu verdoppelte Wahlbeteiligung kann gegenüber den Kommunalwahlen von 2003 (und erst recht 1998) als Fortschritt angesehen werden auch die Vergrößerung der Zahl der Städte, in denen gewählt werden durfte. Die Wahlen wurden zudem von 1124 nationalen und 130 landesfremden Wahlbeobachtern kritisch begleitet und es wurden parallele Wahlauszählungen von unabhängigen Stellen durchgeführt, die die Ergebnisse bestätigten.